# Systèmes politiques des États membres de l'Union européenne

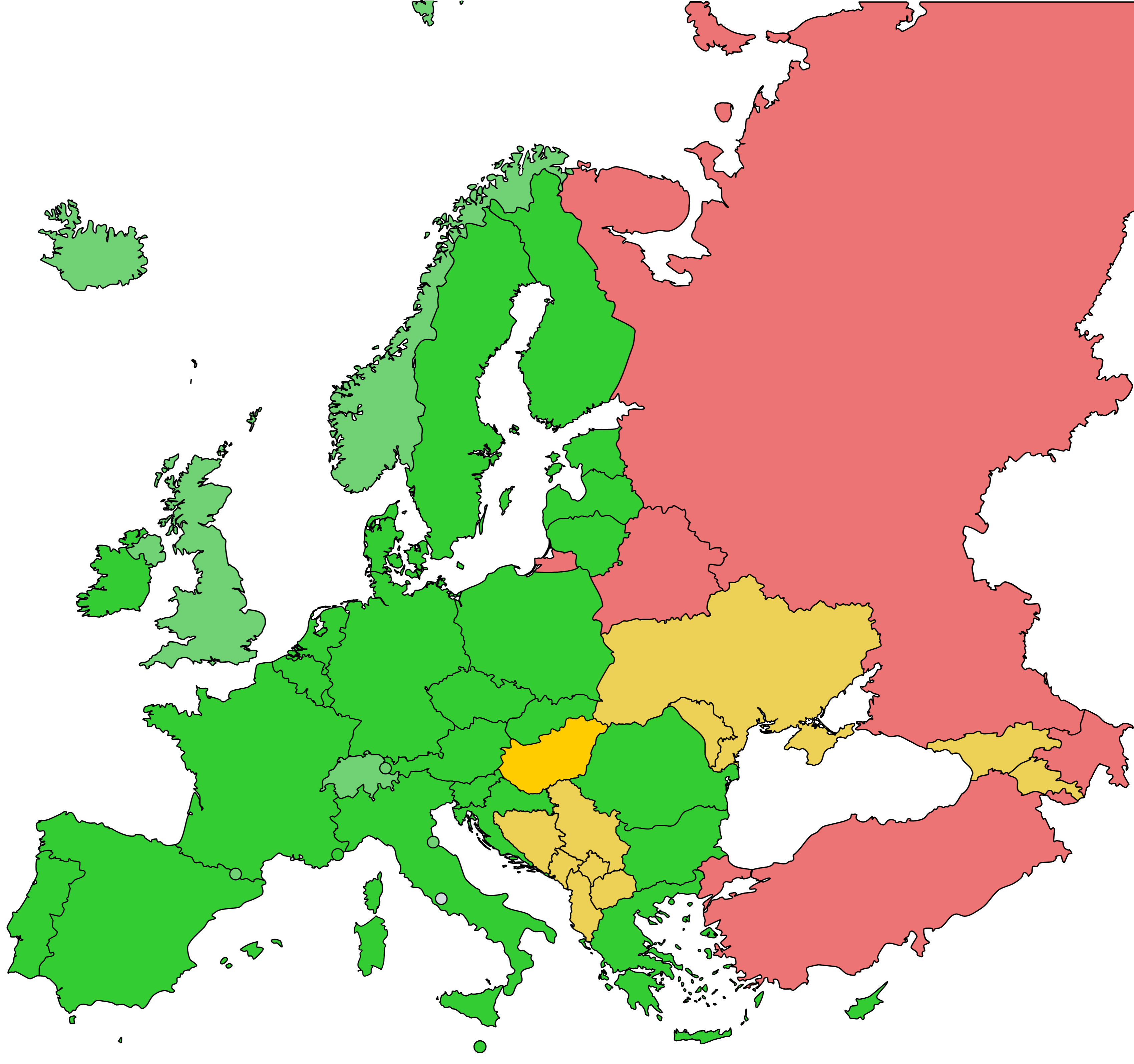
Niveau de démocratie des États européens :
Union européenne (fonctionnement démocratique)
Fonctionnement démocratique
Partiellement démocratique
Non démocratique
Non évalué

Les États membres de l'Union européenne possèdent chacun un système politique propre. L'Union européenne est un regroupement supranational d'États qui doivent respecter des règles d'État de droit et de démocratie. Lors d'un sommet du Conseil européen qui s'est tenu à Copenhague les 22 et 23 juin 1993, l'Union européenne a défini les critères de Copenhague fixant les conditions qu'un pays doit remplir pour être éligible à l'adhésion à l'Union européenne :
« Les critères des membres requièrent que le pays candidat doit avoir achevé :
- la stabilité de ses institutions garantissant la démocratie, la primauté du droit, les droits de l'homme, le respect des minorités et leur protection ;
- l'existence d'une économie de marché viable ainsi que la capacité à faire face à la pression concurrentielle et aux forces du marché au sein de l'Union ;
- la capacité à assumer les obligations découlant de l'adhésion et notamment de souscrire aux objectifs de la politique et l'union économique et monétaire. »

Par conséquent, tous les États membres de l'Union européenne sont reconnus comme démocratiques, conformément aux critères de l'OSCE, Amnesty International, l'ONG Freedom House ou l'indice de démocratie de The Economist Group. À partir de 2008, tous les États membres de l'Union européenne sont considérés comme des démocraties représentatives par Freedom House. 
The Intelligence Unit du journal The Economist va plus loin et publie chaque année depuis 2006 l'Index de la démocratie (Democracy Index) dans la le monde . L'étude répartit les régimes dans le monde en 4 catégories : "Full democracies" (démocraties totales), Flawed democracies" (démocraties défaillantes), Hybrid regimes (régimes hybrides) et Authoritarian regimes (régimes autoritaires). Cette opération est le résultat de l'évaluation de 60 indicateurs pour aboutir à une note sur 10.  
En 2021, seuls 21 pays dans le monde sont classés dans la catégorie "Full democracies" parmi lesquels 12 pays nord européens , les pays du sud de l'Europe ayant été tous classés dans la catégorie "Flawed democracies". L'étude fournit aussi l'évolution de l'index depuis 2006 pour l'ensemble des pays évalués.  
Des évènements qui ont marqué l'histoire du continent européen résultent des différences dans le processus de convergence des systèmes politiques des États membres de la CEE puis de l'UE vers les niveaux d'exigence fixés par les traités européens. Dans les années 1970 et 80, des transitions démocratiques majeures ont été opérées afin de mettre un terme à la dictature franquiste en Espagne, à l'Estado Novo au Portugal et à la dictature des colonels en Grèce. Dans les années 1990 et 2000, ce sont les anciens PECO, qui sortent progressivement de l'influence ou de l'autorité soviétique et qui évoluent à des rythmes différents.
Plusieurs pays voisins de l'Union européenne ne sont pas considérés comme démocratiques par ces critères. La plupart des États européens bordant l'UE sont considérés comme démocratiques ou partiellement démocratiques selon Freedom House, à l'exception de l'Azerbaïdjan, de la Biélorussie et de la Russie.

## Monarchisme et républicanisme

Monarchie
République

Six monarchies sont membres de l'Union européenne : la Belgique, le Danemark, le Luxembourg, les Pays-Bas, l'Espagne,et la Suède. Toutes les monarchies de l'Union européenne sont des monarchies constitutionnelles, ce qui signifie que le pouvoir politique est en pratique dévolu à un Premier ministre, chef du gouvernement, nommé par le monarque généralement parmi le parti ou la coalition majoritaire dans le pays. Le monarque dispose cependant de prérogatives constitutionnelles pour exercer ses fonctions, en tant que Chef de l'État et il participe dans certains États à la formation du gouvernement (Belgique et jusqu'en 2012, Pays-Bas).
À l'aube du XXe siècle, la France était la seule république parmi les futurs États membres de l'Union européenne ; la montée du républicanisme a commencé seulement au début du siècle et s'est accentué avec la montée puis la chute des régimes totalitaires en Europe. L'opinion publique est actuellement fortement en faveur du maintien de la monarchie dans cinq des monarchies de l'Union européenne, où il n'existe pas actuellement de campagne ayant l'appui d'une majorité de la population visant à abolir les monarchies. Toutefois, en Espagne la monarchie divise la population et en Catalogne des partis indépendantistes aspirent à établir une république indépendante.

## Régime politique

République présidentielle
République semi-présidentielle
République parlementaire
Monarchie parlementaire

Il existe trois types de gouvernements dans la politique européenne  : 
- le régime présidentiel, le président est le chef de l'État et le chef du gouvernement ;
- le régime semi-présidentiel, le Président et le Premier ministre partagent un certain nombre de compétences ;
- le régime parlementaire, le chef de l’État (monarque ou président) a peu de compétences politiques.

Les monarchies démocratiques sont parlementaires, le chef de l'État qui n'est pas élu assure un rôle principalement protocolaire et n'assume que des compétences politiques très limitées en fonction des constitutions de chacun des pays. Parmi les 27 États membres de l'Union européenne, un seul est une république présidentielle (Chypre), cinq sont des républiques semi-présidentielles (France, Lituanie, Pologne, Portugal et Roumanie), quinze sont des républiques parlementaires et six sont des monarchies parlementaires.

## Degré d'autogouvernance
La plupart des États membres de l'Union européenne sont unitaires, ce qui signifie que la plupart des compétences incombent au gouvernement central et qu'uniquement des problèmes mineurs ou locaux sont sous la responsabilité des gouvernements régionaux. Toutefois, trois États (Allemagne, Autriche et Belgique) sont fédéraux.
- Dévolution du pouvoir  :
  - En Italie, le gouvernement a mis en place un certain nombre de pouvoirs dévolus aux vingt régions ; en raison de facteurs historiques et ethnolinguistiques, cinq régions ont un degré d'autonomie plus important.
  - En Espagne, le gouvernement central a mis en place différents pouvoirs en fonction de nationalités parmi les communautés autonomes, à savoir l'Andalousie, Pays Basque, la Catalogne et la Galice. Les villes de Ceuta et Melilla, enclavées au Maroc ont le statut spécial de « villes autonomes ».
  - Au Royaume-Uni, diverses compétences ont été dévolues à l'Irlande du Nord, l'Écosse et au Pays de Galles. La Greater London Authority a également de vastes pouvoirs.
  - La France est un État unitaire décentralisé comportant des territoires à statuts particuliers leur conférant une plus grande autonomie (collectivités d'outre-mer, Nouvelle-Calédonie et Collectivité de Corse).
  - Au Danemark, les îles Féroé et le Groenland[Note 2] sont autonomes (et ne font pas partie de l'Union européenne - PTOM).
  - En Finlande, Åland a une autonomie substantielle.
  - Aux Pays-Bas, les États caribéens d'Aruba, de Curaçao et de Saint-Martin (non membres de l'UE) sont des États constitutifs du royaume des Pays-Bas et les îles BES sont des communes à statut spécial au sein de pays constitutif des Pays-Bas[11].

## Chambres parlementaires
- Scrutin proportionnel de liste avec une circonscription nationale unique
- Scrutin proportionnel de liste dans des circonscriptions plurinominales
- Scrutin proportionnel de liste dans des circonscriptions plurinominales et sièges supplémentaires de compensations avec finalité proportionnelle
- Système mêlant circonscriptions au scrutin majoritaire et scrutin proportionnel à l'échelle nationale, le second donnant une moitié de sièges supplémentaires de compensation avec finalité proportionnelle.
- Scrutin à vote unique transférable, à finalité proportionnelle
- Scrutin uninominal majoritaire
- Système mixte ou parallèle combinant circonscriptions au scrutin majoritaire uninominal et scrutin proportionnel à l'échelle nationale, sans compensation

Mode de scrutin :
Système proportionnel :
Scrutin proportionnel de liste avec une circonscription nationale unique
Scrutin proportionnel de liste dans des circonscriptions plurinominales
Scrutin proportionnel de liste dans des circonscriptions plurinominales et sièges supplémentaires de compensations avec finalité proportionnelle
Système mêlant circonscriptions au scrutin majoritaire et scrutin proportionnel à l'échelle nationale, le second donnant une moitié de sièges supplémentaires de compensation avec finalité proportionnelle.
Scrutin à vote unique transférable, à finalité proportionnelle
Système majoritaire :
Scrutin uninominal majoritaire
Système mixte :
Système mixte ou parallèle combinant circonscriptions au scrutin majoritaire uninominal et scrutin proportionnel à l'échelle nationale, sans compensation

Une autre distinction est le nombre de chambres dans la législature nationale. Même s'il y a eu des assemblées législatives avec plus de deux chambres (tricaméral et tetracameral), de nos jours, il n'y a que des systèmes monocaméraux et bicaméraux. Il n'y a pas de tendance claire qui détermine si la législature d’un pays est monocamérale ou bicamérale, à l'exception du fait que les fédérations et les pays à fortes différences régionales sont normalement bicaméraux pour tenir compte des intérêts des régions dans les projets de loi. Les États avec les plus grandes populations  ont tous un système bicaméral. Bien qu'il y ait une grande diversité parmi les plus petits États (certains influencés par leur structure fédéraliste), ceux-ci sont dans l'ensemble monocaméraux. 
Dans les États membres de l'Union européenne, si le Parlement ne dispose que d'une chambre, il est, dans tous les cas, élu au suffrage universel direct. S'il y a deux chambres, la Chambre basse est élue au suffrage universel direct, tandis que la Chambre haute peut être :
- soit directement élue (par exemple, le Sénat de la Pologne) ;
- soit indirectement élue, par exemple, par des assemblées législatives régionales (par exemple, le Conseil fédéral d'Autriche) ;
- soit non-élue mais représentant certains groupes d'intérêt (par exemple, le Conseil national de la Slovénie) ;
- soit non-élue (bien que dans l'ensemble, ses membres soient nommés par les élus), comme un vestige d'un système politique non démocratique du passé (comme dans la Chambre des lords du Royaume-Uni).

## Régimes politiques par États membres
En 2002, la France était le seul pays de l'Union européenne à ne pas être doté d'un régime parlementaire[Information douteuse].
| Pays       | Régime                                  | Chef de l'État                                    | Chef du gouvernement                                                    |
| ---------- | --------------------------------------- | ------------------------------------------------- | ----------------------------------------------------------------------- |
| Allemagne  | République fédérale parlementaire       | Président fédéral (Bundespräsident)               | Chancelier fédéral (Bundeskanzler)                                      |
| Autriche   | République fédérale parlementaire       | Président fédéral (Bundespräsident)               | Chancelier fédéral (Bundeskanzler)                                      |
| Belgique   | Monarchie fédérale parlementaire        | Roi (Koning / Roi / König)                        | Premier ministre (Eerste Minister / Premier ministre / Premierminister) |
| Bulgarie   | République parlementaire unitaire       | Président (Президент)                             | Premier ministre (Министър-председател)                                 |
| Chypre     | République présidentielle unitaire      | Président (Πρόεδρος / Cumhurbaşkanı),             | Président (Πρόεδρος / Cumhurbaşkanı),                                   |
| Croatie    | République présidentielle unitaire      | Président (Predsjednik)                           | Premier ministre (Predsjednik Vlade)                                    |
| Danemark   | Monarchie fédérale parlementaire        | Reine (Dronning)                                  | Premier ministre (Statsminister)                                        |
| Espagne    | Monarchie parlementaire dévolue         | Roi (Rey)                                         | Président du gouvernement (Presidente del Gobierno)                     |
| Estonie    | République parlementaire unitaire       | Président (President)                             | Premier ministre (Peaminister)                                          |
| Finlande   | République parlementaire unitaire       | Président (Presidentti / President)               | Premier ministre (Pääministeri / Statsminister)                         |
| France     | République semi-présidentielle unitaire | Président                                         | Premier ministre                                                        |
| Grèce      | République parlementaire unitaire       | Président (Πρόεδρος)                              | Premier ministre (Πρωθυπουργός)                                         |
| Hongrie    | République parlementaire unitaire       | Président (Köztársasági Elnök)                    | Premier ministre (Miniszterelnök)                                       |
| Irlande    | République parlementaire unitaire       | Président (Uachtarán)                             | Premier ministre (Taoiseach)                                            |
| Italie     | République parlementaire dévolue        | Président (Presidente)                            | Président du Conseil (Presidente del Consiglio dei Ministri)            |
| Lettonie   | République parlementaire unitaire       | Président (Prezidente)                            | Premier ministre (Ministru prezidents)                                  |
| Lituanie   | République parlementaire unitaire       | Président (Prezidentas)                           | Premier ministre (Ministras Pirmininkas)                                |
| Luxembourg | Monarchie parlementaire unitaire        | Grand duc (Grand-duc / Großherzog / Groussherzog) | Premier ministre (Premier ministre / Premierminister / Premierminister) |
| Malte      | République parlementaire unitaire       | Président (President)                             | Premier ministre (Prim Ministru)                                        |
| Pays-Bas   | Monarchie parlementaire unitaire        | Roi (Koning)                                      | Premier ministre (Minister-president)                                   |
| Pologne    | République parlementaire unitaire       | Président (Prezydent)                             | Président du conseil des ministres (Prezes Rady Ministrów)              |
| Portugal   | République semi-présidentielle unitaire | Président (Presidente)                            | Premier ministre (Primeiro-Ministro)                                    |
| Roumanie   | République semi-présidentielle unitaire | Président (Preşedinte)                            | Premier ministre (Prim-ministru)                                        |
| Slovaquie  | République parlementaire unitaire       | Président (Prezident)                             | Président du gouvernement (Predseda vlády)                              |
| Slovénie   | République parlementaire unitaire       | Président (Predsednik)                            | Président du gouvernement (Predsednik vlade)                            |
| Suède      | Monarchie parlementaire unitaire        | Roi (Kung)                                        | Premier ministre (Statsminister)                                        |
| Tchéquie   | République parlementaire unitaire       | Président (Prezident)                             | Président du gouvernement (Předseda vlády)                              |

## Types de parlement par États membres
| État membre | Système Parlementaire | Nom des législatures | Nom des législatures |
| État membre | Système Parlementaire | Chambre basse (nom dans les langues nationales) (nombre de sièges)                                                                                              | Chambre haute (nom dans les langues nationales) (nombre de sièges)                                                                                              |
| ----------- | --------------------- | --- | --- |
| Allemagne   | bicaméral             | Assemblée fédérale (Bundesversammlung) | Assemblée fédérale (Bundesversammlung) |
| Allemagne   | bicaméral             | Diète fédérale (Bundestag) (709) | Conseil fédéral (Bundesrat) (69) |
| Autriche    | bicaméral             | Assemblée fédérale (Bundesversammlung) | Assemblée fédérale (Bundesversammlung) |
| Autriche    | bicaméral             | Conseil national (Nationalrat) (183) | Conseil fédéral (Bundesrat) (62) |
| Belgique    | bicaméral             | Parlement fédéral (Federaal Parlement / Parlement fédéral / Föderales Parlament) / Chambres réunies (Verenigde Kamers / Chambres réunies / Vereinigten Kammern) | Parlement fédéral (Federaal Parlement / Parlement fédéral / Föderales Parlament) / Chambres réunies (Verenigde Kamers / Chambres réunies / Vereinigten Kammern) |
| Belgique    | bicaméral             | Chambre des représentants (Kamer van Volksvertegenwoordigers / Chambre des représentants / Abgeordnetenkammer) (150)                                            | Sénat (Senaat / Sénat / Senat) (71) |
| Bulgarie    | monocaméral           | Assemblée nationale (Народно събрание) (240) | Assemblée nationale (Народно събрание) (240) |
| Croatie     | monocaméral           | Diète (Sabor) (151) | Diète (Sabor) (151) |
| Chypre      | monocaméral           | Parlement (Βουλή των Αντιπροσώπων / Temsilciler Meclisi) (59)                                                                                                   | Parlement (Βουλή των Αντιπροσώπων / Temsilciler Meclisi) (59)                                                                                                   |
| Danemark    | monocaméral           | Parlement (Folketinget) (179) | Parlement (Folketinget) (179) |
| Espagne     | bicaméral             | États généraux (Cortes Generales) | États généraux (Cortes Generales) |
| Espagne     | bicaméral             | Congrès des députés (Congreso de los Diputados) (350) | Sénat (Senado) (259) |
| Estonie     | monocaméral           | Assemblée d'État (Riigikogu) (101) | Assemblée d'État (Riigikogu) (101) |
| Finlande    | monocaméral           | Parlement (Eduskunta / Riksdag) (200) | Parlement (Eduskunta / Riksdag) (200) |
| France      | bicaméral             | Parlement / Congrès | Parlement / Congrès |
| France      | bicaméral             | Assemblée nationale (577) | Sénat (348) |
| Grèce       | monocaméral           | Parlement hellénique (Βουλή των Ελλήνων) (300) | Parlement hellénique (Βουλή των Ελλήνων) (300) |
| Hongrie     | monocaméral           | Assemblée nationale (Országgyűlés) (386) | Assemblée nationale (Országgyűlés) (386) |
| Irlande     | bicaméral             | Parlement (Oireachtas) | Parlement (Oireachtas) |
| Irlande     | bicaméral             | Chambre des représentants (Dáil) (166) | Sénat (Seanad) (60) |
| Italie      | bicaméral             | Parlement (Parlamento) | Parlement (Parlamento) |
| Italie      | bicaméral             | Chambre des députés (Camera dei Deputati) (630) | Sénat (Senato della Repubblica) (315) |
| Lettonie    | monocaméral           | Diète (Saeima) (100) | Diète (Saeima) (100) |
| Lituanie    | monocaméral           | Diète (Seimas) (141) | Diète (Seimas) (141) |
| Luxembourg  | monocaméral           | Chambre des députés (Abgeordnetenkammer / Châmber vun Députéirten) (60)                                                                                         | Chambre des députés (Abgeordnetenkammer / Châmber vun Députéirten) (60)                                                                                         |
| Malte       | monocaméral           | Chambre des représentants (il-Kamra tar-Rappreżentanti) (69) | Chambre des représentants (il-Kamra tar-Rappreżentanti) (69) |
| Pays-Bas    | bicaméral             | États généraux (Staten–Generaal) | États généraux (Staten–Generaal) |
| Pays-Bas    | bicaméral             | Seconde Chambre (150) | Première chambre (75) |
| Pologne     | bicaméral             | Assemblée nationale (Zgromadzenie Narodowe) | Assemblée nationale (Zgromadzenie Narodowe) |
| Pologne     | bicaméral             | Diète (Sejm) (460) | Sénat (Senat) (100) |
| Portugal    | monocaméral           | Assemblée de la République (Assembleia da República) (230) | Assemblée de la République (Assembleia da República) (230) |
| Roumanie    | bicaméral             | Parlement (Parlamentul) | Parlement (Parlamentul) |
| Roumanie    | bicaméral             | Chambre des députés (Camera Deputaţilor) (332) | Sénat (Senat) (137) |
| Slovaquie   | monocaméral           | Conseil national (Národná rada) (150) | Conseil national (Národná rada) (150) |
| Slovénie    | bicaméral             | Parlement (Parlament) | Parlement (Parlament) |
| Slovénie    | bicaméral             | Assemblée nationale (Državni zbor) (90) | Conseil national (Državni svet) (40) |
| Suède       | monocaméral           | Diète (Riksdagen) (349) | Diète (Riksdagen) (349) |
| Tchéquie    | bicaméral             | Parlement (Parlament) | Parlement (Parlament) |
| Tchéquie    | bicaméral             | Chambre des députés (Poslanecká sněmovna) (200) | Sénat (Senát) (81) |